# Daibutsu

En daibutsu i Kamakura, Japan.

Daibutsu (大仏?) är ett japanskt ord som ordagrant betyder "stor Buddha" och syftar på stora statyer som avbildar en buddha (inte nödvändigtvis Shakyamuni Buddha). Buddhastatyerna utgör i regel en del av ett större buddhisttempel, och kan stå utomhus eller inne i ett tempel.

## Lista över kända daibutsu i Japan
- Tōdai-ji, Nara. Världens största staty föreställande Vairochana buddha.
- Kamakura Daibutsu, Kamakura. Berömd bronsstaty föreställande Amitabha buddha.
- Ushiku Daibutsu, Ushiku. En 120 m hög staty föreställande Amitabha buddha.